# 布卢门霍尔茨
布卢门霍尔茨（德語：Blumenholz）是德国梅克伦堡-前波美拉尼亚州的市镇，隶属于梅克伦堡湖区县。总面积为41.83平方千米，截至2023年12月31日总人口为763人。